# Mehlen

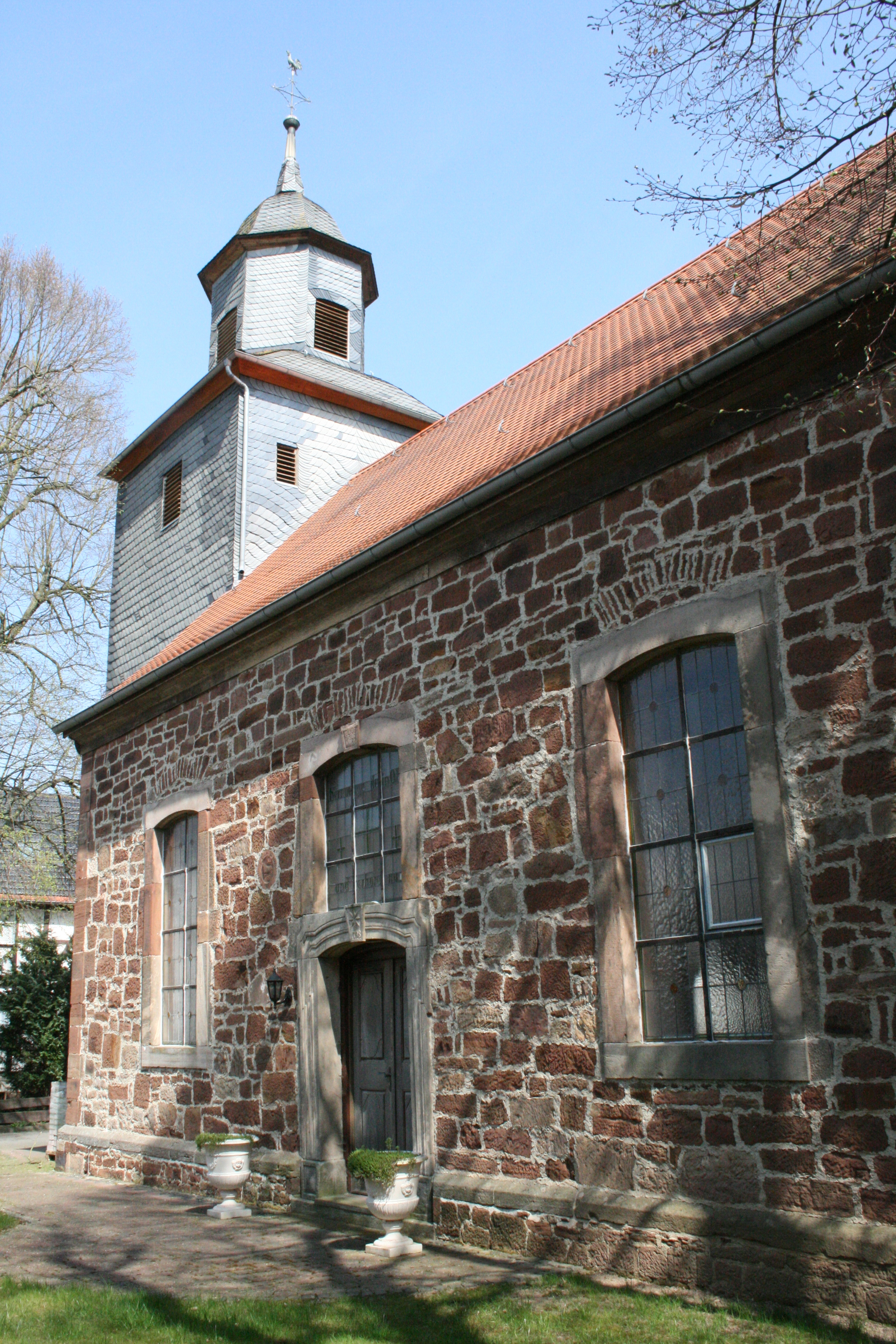
Kirche in Mehlen

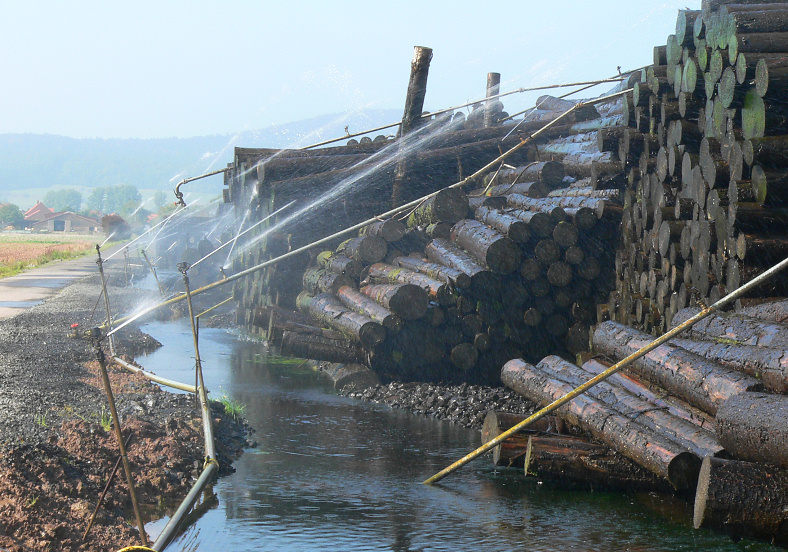
Nasslager bei Mehlen mit bis zu 100.000 Festmeter Holz vom Orkan Kyrill 2007

Mehlen ist ein Ortsteil der Gemeinde Edertal im nordhessischen Landkreis Waldeck-Frankenberg. In der Gemarkung von Mehlen liegt die Siedlung Lieschensruh.

## Geographische Lage
Das Straßendorf Mehlen liegt am Nordostrand des Naturparks Kellerwald-Edersee bzw. östlich des Nationalparks Kellerwald-Edersee im Zentrum der Gemeinde Edertal beiderseits des Fulda-Zuflusses Eder. Der Ort besteht aus dem südlich der Eder gelegenen Kernort Mehlen und der nördlich des Flusses gelegenen Wohnsiedlung „Lieschensruh“. Unmittelbar südlich von Lieschensruh mündet die Netze in die Eder. Etwa 800 m nordwestlich von Lieschensruh befindet sich der Buhlener Viadukt, der die Netze und die Bundesstraße 485 überquert.

## Geschichte

### Ortsgeschichte
Das Dorf entstand etwa im neunten Jahrhundert. Die älteste bekannte schriftliche Erwähnung von Mehlen erfolgte im Jahr 850 unter dem Namen Mehilina, als ein Gozmar seine Besitzungen in den sieben im Raum Frankenberg-Waldeck-Wildungen liegenden Dörfern Affoldern, Buhlen, Gleichen, Haine, Mehlen, Schreufa und Viermünden dem Kloster Fulda schenkte.
Früher lebten die Menschen von Ackerbau und Viehzucht. Heute hat die Landwirtschaft keine große Bedeutung mehr. Bis vor einigen Jahren wurde östlich von Mehlen nach Kies und Sand gebaggert, und es entstanden mehrere Baggerteiche. Einige dieser Teiche sind heute als Naturschutzgebiete ausgewiesen. Handwerk und Fremdenverkehr bestimmen heute die Infrastruktur.
Das Dorf gehörte bis 1919 zur Grafschaft bzw. dem Fürstentum Waldeck.
Die Einwohnerzahl des Kernorts wird heute von der des erst in der zweiten Hälfte des 20. Jahrhunderts entstandenen Siedlung Lieschensruh übertroffen. Die Kirche des Ortes wurde 1798 erbaut, die Brücke über die Eder im Jahre 1896, im Zuge des Neubaus der damaligen Staatsstraße Mehlen-Lieschensruh-Buhlen (heute Teil der Bundesstraße 485).

### Hessische Gebietsreform (1970–1977)
Die bis dahin selbständige Gemeinde Mehlen fusionierte zum 31. Dezember 1971 im Zuge der Gebietsreform in Hessen mit anderen Gemeinden des Edertales freiwillig zur Großgemeinde Edertal. Für Mehlen, wie für alle ehemaligen Gemeinden von Edertal, wurden Ortsbezirke mit Ortsbeirat und Ortsvorsteher nach der Hessischen Gemeindeordnung gebildet.

### Verwaltungsgeschichte im Überblick
Die folgende Liste zeigt die Staaten und Verwaltungseinheiten, in denen Mehlen lag:
- vor 1712: Heiliges Römisches Reich, Grafschaft Waldeck, Amt Waldeck
- ab 1712: Heiliges Römisches Reich, Fürstentum Waldeck, Amt Waldeck
- ab 1807: Fürstentum Waldeck, Amt Waldeck
- ab 1815: Fürstentum Waldeck, Oberamt der Eder
- ab 1816: Fürstentum Waldeck, Oberjustizamt der Werbe
- ab 1850: Fürstentum Waldeck-Pyrmont (seit 1849), Kreis der Eder[Anm. 2]
- ab 1867: Fürstentum Waldeck-Pyrmont (Akzessionsvertrag mit Preußen), Kreis der Eder
- ab 1871: Deutsches Reich, Fürstentum Waldeck-Pyrmont, Kreis der Eder
- ab 1919: Deutsches Reich, Freistaat Waldeck-Pyrmont, Kreis der Eder
- ab 1929: Deutsches Reich, Freistaat Preußen, Provinz Hessen-Nassau, Regierungsbezirk Kassel, Kreis der Eder
- ab 1942: Deutsches Reich, Freistaat Preußen, Provinz Hessen-Nassau, Regierungsbezirk Kassel, Landkreis Waldeck
- ab 1944: Deutsches Reich, Freistaat Preußen, Provinz Kurhessen, Regierungsbezirk Kassel, Landkreis Waldeck
- ab 1945: Deutsches Reich, Amerikanische Besatzungszone, Groß-Hessen, Regierungsbezirk Kassel, Landkreis Waldeck
- ab 1946: Deutsches Reich, Amerikanische Besatzungszone, Hessen, Regierungsbezirk Kassel, Landkreis Waldeck
- ab 1949: Bundesrepublik Deutschland, Hessen, Regierungsbezirk Kassel, Landkreis Waldeck
- ab 1972: Bundesrepublik Deutschland, Hessen, Regierungsbezirk Kassel, Landkreis Waldeck, Gemeinde Edertal
- ab 1974: Bundesrepublik Deutschland, Hessen, Regierungsbezirk Kassel, Landkreis Waldeck-Frankenberg, Gemeinde Edertal

## Bevölkerung

### Einwohnerstruktur 2011
Nach den Erhebungen des Zensus 2011 lebten am Stichtag dem 9. Mai 2011 in Mehlen 989 Einwohner. Darunter waren sechs (0,6 %) Ausländer. Nach dem Lebensalter waren 87 Einwohner unter 18 Jahren, 198 waren zwischen 18 und 49, 108 zwischen 50 und 64 und 96 Einwohner waren älter. Die Einwohner lebten in 207 Haushalten. Davon waren 57 Singlehaushalte, 63 Paare ohne Kinder und 72 Paare mit Kindern, sowie 15 Alleinerziehende und keine Wohngemeinschaften. In 42 Haushalten lebten ausschließlich Senioren und in 135 Haushaltungen leben keine Senioren.

### Einwohnerentwicklung
Quelle: Historisches Ortslexikon
- 1541: 18 Häuser
- 1620: 30 Häuser
- 1650: 14 Häuser
- 1738: 26 Häuser
- 1770: 36 Häuser, 230 Einwohner

| Mehlen: Einwohnerzahlen von 1770 bis 2020 | Mehlen: Einwohnerzahlen von 1770 bis 2020 | Mehlen: Einwohnerzahlen von 1770 bis 2020 | Mehlen: Einwohnerzahlen von 1770 bis 2020 | Mehlen: Einwohnerzahlen von 1770 bis 2020 |
| --- | ----------------------------------------- | ----------------------------------------- | ----------------------------------------- | ----------------------------------------- |
| Jahr |                                           |                                           |                                           | Einwohner                                 |
| 1770 | 1770                                      |                                           | 230                                       | 230                                       |
| 1800 | 1800                                      |                                           | ?                                         | ?                                         |
| 1834 | 1834                                      |                                           | 268                                       | 268                                       |
| 1840 | 1840                                      |                                           | 264                                       | 264                                       |
| 1846 | 1846                                      |                                           | 294                                       | 294                                       |
| 1852 | 1852                                      |                                           | 291                                       | 291                                       |
| 1858 | 1858                                      |                                           | 259                                       | 259                                       |
| 1864 | 1864                                      |                                           | 271                                       | 271                                       |
| 1871 | 1871                                      |                                           | 279                                       | 279                                       |
| 1875 | 1875                                      |                                           | 257                                       | 257                                       |
| 1885 | 1885                                      |                                           | 298                                       | 298                                       |
| 1895 | 1895                                      |                                           | 296                                       | 296                                       |
| 1905 | 1905                                      |                                           | 288                                       | 288                                       |
| 1910 | 1910                                      |                                           | 355                                       | 355                                       |
| 1925 | 1925                                      |                                           | 358                                       | 358                                       |
| 1939 | 1939                                      |                                           | 399                                       | 399                                       |
| 1946 | 1946                                      |                                           | 573                                       | 573                                       |
| 1950 | 1950                                      |                                           | 537                                       | 537                                       |
| 1956 | 1956                                      |                                           | 504                                       | 504                                       |
| 1961 | 1961                                      |                                           | 471                                       | 471                                       |
| 1967 | 1967                                      |                                           | 435                                       | 435                                       |
| 1980 | 1980                                      |                                           | ?                                         | ?                                         |
| 1990 | 1990                                      |                                           | ?                                         | ?                                         |
| 2000 | 2000                                      |                                           | ?                                         | ?                                         |
| 2011 | 2011                                      |                                           | 489                                       | 489                                       |
| 2015 | 2015                                      |                                           | 499                                       | 499                                       |
| 2020 | 2020                                      |                                           | 486                                       | 486                                       |
| Datenquelle: Historisches Gemeindeverzeichnis für Hessen: Die Bevölkerung der Gemeinden 1834 bis 1967. Wiesbaden: Hessisches Statistisches Landesamt, 1968. Weitere Quellen: LAGIS; Gemeinde Edertal; Zensus 2011 |                                           |                                           |                                           |                                           |

## Religion

### Historische Religionszugehörigkeit
| • 1895: | 291 evangelische (= 90,31 %), zwei katholische (= 0,68 %), drei jüdische (= 1,01 %) Einwohner |
| • 1961: | 431 evangelische (= 91,51 %), 36 katholische (= 7,64 %) Einwohner                             |

## Kultur und Sehenswürdigkeiten

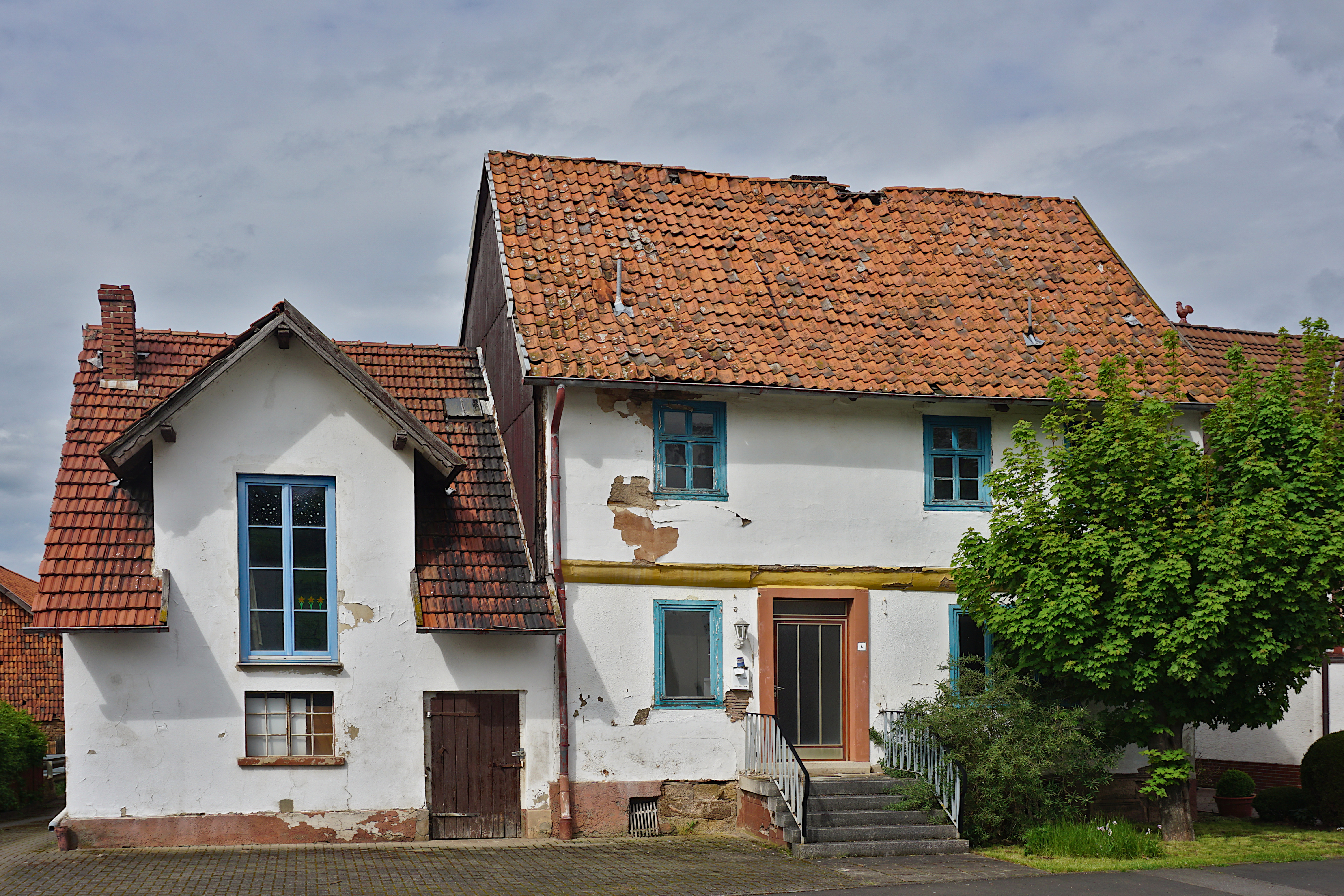
Kulturdenkmal, ehemalige Gastwirtschaft Rischard in Mehlen (2024)

An Vereinen gibt es den „SV Edergold Mehlen 1970 e. V.“ und die Freiwillige Feuerwehr Mehlen.

### Regelmäßige Veranstaltungen
Einen hohen Bekanntheitsgrad in der gesamten Region Nordhessen hat die Kirmes, die jedes Jahr Ende Juni auf dem Festplatz an der Eder stattfindet.

## Persönlichkeiten

### Söhne und Töchter des Ortes
- Karl Hartwig (1881–1958), Abgeordneter in der Waldecker Landesvertretung